# Catanzaro Calcio 2011 2014-2015
Questa voce raccoglie le informazioni riguardanti il Catanzaro Calcio 2011 nelle competizioni ufficiali della stagione 2014-2015.

## Organigramma societario
Organigramma societario tratto dal sito ufficiale.
Area direttiva
- Presidente: Giuseppe Cosentino
- Vice Presidente: Ambra Cosentino
- Amministratore delegato: Marco Pecora
- Consulente legale delegato ai rapporti con Federcalcio e Lega: Sabrina Rondinelli

Area organizzativa
- Team Manager: Michele Serraino
- Segretario generale: Nazario Sauro

Area marketing
- Responsabile marketing: Emilio Miriello[7]
- Responsabile marketing: Dario Negro[7]

Ufficio stampa
- Responsabile Ufficio Stampa: Antonio Capria
- Ufficio Stampa: Vittorio Ranieri
- Fotografo ufficiale: Salvatore Monteverde
- Fotografo ufficiale: Romana Monteverde
- Operatore di ripresa: Francesco Massaro

Area tecnica
- Allenatore: Francesco Moriero (fino al 9 novembre 2014)[1], Stefano Sanderra (fino al 3 maggio 2015)[3], Massimo D'Urso (dal 3 maggio 2015)
- Allenatore in seconda: Massimo D'Urso[8](fino al 3 maggio 2015)[3], Carmelo Moro (dal 3 maggio 2015)
- Direttore Sportivo: Armando Ortoli
- Preparatore dei portieri: Giordano Negretti (fino al 17 novembre 2014)[9]
- Preparatore atletico: Paolo Traficante (fino al 17 novembre 2014)[9]
- Responsabile Unico del Settore Giovanile: Carmelo Moro
- Osservatore: Salvatore Accursi
- Osservatore: Michele Ruggiero

Area sanitaria
- Medico Sociale: Dott. Giuseppe Gualtieri
- Medico Specialista dello Sport: Dott. Francesco De Francesca
- Medico consulente cardiologo: Dott. Roberto Ceravolo
- Medico consulente ortopedico: Dott. Vincenzo Macrì
- Fisioterapista: Saverio Arena

## Divise e sponsor
Le nuove divise dell'Unione Sportiva Catanzaro, per la stagione 2014-2015, sono state presentate giorno 18 settembre 2014. Il fornitore tecnico, come oramai sei anni a questa parte, è l'azienda italiana Givova. Le divise, appositamente disegnate per la squadra calabrese, ricalcano i modelli marchiati NR che hanno accompagnato i giallorossi nei loro anni più importanti, a cavallo tra i settanta e gli ottanta.
Dopo anni, viene abbandonato il modello a strisce verticali gialle e rosse. Il nuovo completo è infatti interamente rosso, con collo a V e bordi sulla manica gialli. Il secondo completo è interamente blu notte, il colletto ed i bordi delle maniche presentano inserti giallorossi.
La prima e la seconda divisa, nel corso della presentazione ufficiale, sono state indossate rispettivamente dei nuovi attaccanti giallorossi, il senegalese Diomansy Kamara ed il francese Mohamed Fofana.
lo sponsor ufficiale, dalla stagione 2011-2012 è la GICOS import export s.r.l., azienda di proprietà di Giuseppe Cosentino, presidente del club stesso. Tuttavia quest'anno, ad affiancarlo sulla casacca, in alto a destra, ci sarà la toppa della Abramo Printing & Logistics S.P.A., importante azienda catanzarese specializzata nel settore delle arti grafiche.
La seconda divisa ha debuttato il 20 settembre, nella vittoriosa trasferta di Melfi contro la formazione locale mentre la prima, quattro giorni dopo nella sconfitta casalinga contro i lucani del Matera Calcio.
| Casa | Trasferta |

## Rosa
Rosa tratta dal sito ufficiale della Lega Pro.
| N. |                      | Ruolo | Calciatore                 |
| -- | -------------------- | ----- | -------------------------- |
|    | Italia (bandiera)    | P     | Giacomo Bindi              |
|    | Italia (bandiera)    | P     | Loris Cannizzaro           |
|    | Italia (bandiera)    | P     | Mattia Migani              |
|    | Italia (bandiera)    | D     | Eugenio Calvarese          |
|    | Italia (bandiera)    | D     | Attilio Cinquegrana        |
|    | Italia (bandiera)    | D     | Raffaele D'Orsi            |
|    | Giordania (bandiera) | D     | Shadi Ghosheh              |
|    | Italia (bandiera)    | D     | Alessandro Orchi           |
|    | Italia (bandiera)    | D     | Luca Ricci                 |
|    | Italia (bandiera)    | D     | Michele Rigione            |
|    | Italia (bandiera)    | D     | Giacomo Zappacosta         |
|    | Italia (bandiera)    | C     | Giacinto Barberi           |
|    | Italia (bandiera)    | C     | Sergio Benincasa           |
|    | Italia (bandiera)    | C     | Matteo Commisso            |
|    | Italia (bandiera)    | C     | Manuel Daffara             |
|    | Italia (bandiera)    | C     | Domenico Giampà (capitano) |

| N. |                    | Ruolo | Calciatore           |
| -- | ------------------ | ----- | -------------------- |
|    | Italia (bandiera)  | C     | Manuel Giandonato    |
|    | Italia (bandiera)  | C     | Carlo Ilari          |
|    | Italia (bandiera)  | C     | Bruno Angelo Massimo |
|    | Italia (bandiera)  | C     | Tommaso Morosini     |
|    | Italia (bandiera)  | C     | Gabriele Pacciardi   |
|    | Italia (bandiera)  | C     | Andrea Russotto      |
|    | Senegal (bandiera) | C     | Badara Sarr          |
|    | Italia (bandiera)  | C     | Tommaso Squillace    |
|    | Italia (bandiera)  | A     | Vittorio Bernardo    |
|    | Italia (bandiera)  | A     | Giovanni Caputa      |
|    | Italia (bandiera)  | C     | Angelo Giudetti      |
|    | Italia (bandiera)  | A     | Leonardo Mancuso     |
|    | Francia (bandiera) | A     | David Mounard        |
|    | Italia (bandiera)  | A     | Francesco Petrone    |
|    | Italia (bandiera)  | A     | Andrea Razzitti      |
|    | Ghana (bandiera)   | A     | David Johnson Yeboah |

## Calciomercato

### Sessione estiva(dal 1/7 al 31/8)
| Acquisti | Acquisti             | Acquisti        | Acquisti      |
| R.       | Nome                 | da              | Modalità      |
| -------- | -------------------- | --------------- | ------------- |
| D        | Alessandro Orchi     | Aprilia         | fine prestito |
| D        | Luca Ricci           | Varese          | definitivo    |
| D        | Tommaso Squillace    | Messina         | fine prestito |
| C        | Antonio Ferraro      | Gioiese         | fine prestito |
| C        | Carlo Ilari          | Barletta        | prestito      |
| C        | Manuel Daffara       | Perugia         | definitivo    |
| C        | Stefano Maiorano     | Messina         | definitivo    |
| C        | Gabriele Pacciardi   | San Marino      | definitivo    |
| C        | Gianluca Di Chiara   | Palermo         | ?             |
| A        | David Johnson Yeboah | Savoia          | svincolato    |
| A        | Biagio Pagano        | Grosseto        | definitivo    |
| A        | Diego Reis           | Prato           | ?             |
| A        | Dario Barraco        | Lecce           | definitivo    |
| A        | Mohamed Fofana       | Virtus Lanciano | prestito      |
| A        | Diomansy Kamara      | Eskişehirspor   | svincolato    |

| Cessioni | Cessioni           | Cessioni   | Cessioni      |
| R.       | Nome               | a          | Modalità      |
| -------- | ------------------ | ---------- | ------------- |
| D        | Loris Bacchetti    | Pescara    | fine prestito |
| D        | Fabio Catacchini   | Forlì      | svincolato    |
| D        | Daniele Rosania    | Ascoli     | fine prestito |
| C        | Sergio Sabatino    | Savoia     | definitivo    |
| C        | Antonio Ferraro    | Roccella   | prestito      |
| C        | Alessio Benedetti  | Cittadella | definitivo    |
| C        | Leandro Vitiello   | Benevento  | definitivo    |
| C        | Alessandro Marchi  | Bologna    | fine prestito |
| C        | Riccardo Casini    | Bologna    | fine prestito |
| A        | Domenico Germinale | SPAL       | definitivo    |
| A        | Giordano Fioretti  | SPAL       | ?             |
| A        | Giuseppe Madonia   | Matera     | svincolato    |

### Sessione invernale(dal 5/1/2015 al 2/2/2015)
| Acquisti | Acquisti           | Acquisti      | Acquisti   |
| R.       | Nome               | da            | Modalità   |
| -------- | ------------------ | ------------- | ---------- |
| P        | Mattia Migani      | San Marino    | prestito   |
| D        | Shadi Ghosheh      | Venezia       | definitivo |
| D        | Raffaele D'Orsi    | Pavia         | definitivo |
| C        | Domenico Giampà    | Vigor Lamezia | svincolato |
| C        | Manuel Giandonato  | Salernitana   | definitivo |
| C        | Giacomo Zappacosta | L'Aquila      | definitivo |
| C        | Badara Sarr        | Parma         | definitivo |
| A        | Giovanni Caputa    | Leonfortese   | definitivo |
| A        | David Mounard      | Salernitana   | definitivo |
| A        | Leonardo Mancuso   | Cittadella    | definitivo |
| A        | Vittorio Bernardo  | Paganese      | definitivo |
| A        | Andrea Razzitti    | Brescia       | prestito   |

| Cessioni         | Cessioni            | Cessioni    | Cessioni    |
| R.               | Nome                | a           | Modalità    |
| ---------------- | ------------------- | ----------- | ----------- |
| P                | Tommaso Scuffia     | Lecce       | prestito    |
| D                | Salvatore Ferraro   | Grosseto    | definitivo  |
| D                | Luca Ricci          | Pistoiese   | prestito    |
| C                | Tommaso Morosini    | Savona      | definitivo  |
| C                | Gabriele Pacciardi  | Pistoiese   | definitivo  |
| C                | Stefano Maiorano    | Juve Stabia | definitivo  |
| C                | Antonio Vacca       | Reggiana    | definitivo  |
| C                | Gianluca Di Chiara  | Lecce       | prestito    |
| A                | Diego Reis          | AlbinoLeffe | definitivo  |
| A                | Mohamed Fofana      | Grosseto    | definitivo  |
| A                | Biagio Pagano       | Lucchese    | definitivo  |
| A                | Domenico Vitale     | Bologna     | prestito    |
| A                | Dario Barraco       | Foggia      | definitivo  |
| A                | Riccardo Martignago | Pistoiese   | prestito    |
| A                | Diomansy Kamara     |             | svincolato  |
| Altre operazioni |                     |             |             |
| R.               | Nome                | da          | Modalità    |
| D                | Michele Rigione     |             | rescissione |

## Risultati

### Lega Pro - Girone C

#### Girone di andata
| Arbitro: | Fiore (Barletta) |

|                           |           |  |
| Pagano 25’ Martignago 86’ | Marcatori |  |

| Arbitro: | Giovani (Grosseto) |

|                  |           |            |
| Scognamiglio 35’ | Marcatori | 55’ Pagano |

| Arbitro: | Fiorini (Frosinone) |

|                     |           |  |
| Russotto 62’ (rig.) | Marcatori |  |

| Arbitro: | Melidoni (Frattamaggiore) |

|                             |           |                                                              |
| Berardino 26’ Tortori 90+4’ | Marcatori | 29’ Pacciardi 34’ Silva Reis 40’ (rig.) Pagano 90+2’ Barraco |

| Arbitro: | Di Ruberto (Nocera Inferiore) |

|                     |           |                             |
| Russotto 12’ (rig.) | Marcatori | 42’ Mucciante 45+4’ Di Noia |

| Cosenza 28 settembre 2014, ore 16:00 CEST 6ª giornata | Cosenza       | 0 – 0 referto | Catanzaro | Stadio San Vito (8614 spett.)\| Arbitro: \| Marini[64] (Roma) \| |
| Arbitro:                                              | Marini (Roma) |               |           |                                                                  |

| Arbitro: | Strippoli (Bari) |

|                          |           |  |
| Russotto 19’ Barraco 64’ | Marcatori |  |

| Arbitro: | Illuzzi (Molfetta) |

|                           |           |            |
| Montella 75’ Voltasio 91’ | Marcatori | 32’ Kamara |

| Arbitro: | Fourneau (Roma) |

|                         |           |              |
| Russotto 16’ Kamara 34’ | Marcatori | 49’ Schetter |

| Arbitro: | Tardino (Milano) |

|              |           |                     |
| Iemmello 70’ | Marcatori | 26’ (rig.) Russotto |

| Arbitro: | Serra (Torino) |

|                   |           |               |
| Kamara 64’ (rig.) | Marcatori | 16’ Del Sorbo |

| Arbitro: | Piccinini (Forlì) |

|                 |           |             |
| Calil 77’ 90+3’ | Marcatori | 56’ Rigione |

| Arbitro: | Guccini (Albano Laziale) |

|                 |           |                          |
| Doumbia 21’ 42’ | Marcatori | 66’ Ilari 90+2’ Maiorano |

| Arbitro: | Lacagnina (Caltanissetta) |

|            |           |  |
| Kamara 89’ | Marcatori |  |

| Arbitro: | Paolini (Ascoli Piceno) |

|                    |           |             |
| Stefani 74’ (rig.) | Marcatori | 88’ Rigione |

| Arbitro: | Caso (Verona) |

|  |           |            |
|  | Marcatori | 25’ Murolo |

| Arbitro: | Martinelli (Roma) |

|             |           |  |
| Calamai 58’ | Marcatori |  |

| Arbitro: | Vesprini (Macerata) |

|            |           |  |
| Fofana 58’ | Marcatori |  |

| Arbitro: | Sassoli (Arezzo) |

|               |           |                        |
| Del Sorbo 13’ | Marcatori | 14’ Giampà 84’ Barraco |

#### Girone di ritorno
| Arbitro: | Mainardi (Bergamo) |

|              |           |  |
| Nicastro 90’ | Marcatori |  |

| Arbitro: | Pelagatti (Arezzo) |

|  |           |            |
|  | Marcatori | 8’ Marotta |

| Arbitro: | De Angeli (Abbiategrasso) |

|                                   |           |  |
| Arcidiacono 45’ (rig.) 87’ (rig.) | Marcatori |  |

| Arbitro: | Mastrodonato (Molfetta) |

|                       |           |             |
| Orchi 20’ Razziti 38’ | Marcatori | 22’ Dermaku |

| Arbitro: | Formato (Benevento) |

|                          |           |                                            |
| Carretta 11’ Coletti 45’ | Marcatori | 8’ Giandonato 15’ Bernardo 27’ 80’ Mancuso |

| Arbitro: | Fiore (Barletta) |

|              |           |  |
| Bernardo 46’ | Marcatori |  |

| Arbitro: | Fiorini (Frosinone) |

|                                 |           |  |
| Mangiacasale 2’ 68’ Mosciaro 6’ | Marcatori |  |

| Arbitro: | Paolini (Ascoli Piceno) |

|              |           |              |
| Razzitti 25’ | Marcatori | 69’ Montella |

| Ischia 7 marzo 2015, ore 14:30 CEST 28ª giornata | Ischia Isolaverde | 0 – 0 referto | Catanzaro | Stadio Enzo Mazzella (800 spett.)\| Arbitro: \| Panarese (Lecce) \| |
| Arbitro:                                         | Panarese (Lecce)  |               |           |                                                                     |

| Arbitro: | Di Martino (Teramo) |

|                                       |           |  |
| Rigione 28’ Russotto 39’ Bernardo 86’ | Marcatori |  |

| Arbitro: | Prontera (Bologna) |

|                                                 |           |              |
| Scarpa 3’ 13’ (rig.) Riccio 87’ D'Appolonia 89’ | Marcatori | 55’ Bernardo |

| Arbitro: | Baroni (Firenze) |

|              |           |                       |
| Razzitti 83’ | Marcatori | 65’ Negro 90’ Cristea |

| Arbitro: | Lanza (Nichelino) |

|                         |           |            |
| Razzitti 6’ Mancuso 72’ | Marcatori | 87’ Lepore |

| Arbitro: | Zanonato (Vicenza) |

|                |           |                 |
| Ingretolli 17’ | Marcatori | 52’ (aut.) Radi |

| Catanzaro 12 aprile 2015, ore 16:00 CEST 34ª giornata | Catanzaro        | 0 – 0 referto | Messina | Stadio Nicola Ceravolo (2635 spett.)\| Arbitro: \| Strippoli (Bari) \| |
| Arbitro:                                              | Strippoli (Bari) |               |         |                                                                        |

| Arbitro: | Balice (Termoli) |

|                        |           |                     |
| Cissé 15’ Agodirin 28’ | Marcatori | 71’ (rig.) Razzitti |

| Arbitro: | Bertani (Pisa) |

|           |           |             |
| Ilari 19’ | Marcatori | 38’ Calamai |

| Arbitro: | Valiante (Nocera Inferiore) |

|                                      |           |              |
| Viola 43’ Di Michele 70’ Maimone 84’ | Marcatori | 63’ Razzitti |

| Arbitro: | Capone (Palermo) |

|                                                                     |           |            |
| Russotto 45’ (rg) Ghosheh 62’ Razzitti 67’ Orchi 76’ Giandonato 90’ | Marcatori | 56’ Cerrai |

### Coppa Italia

#### Primo turno eliminatorio
| Arbitro: | Pasquale Boggi (Salerno) |

|                               |           |  |
| Martignago 26’ Silva Reis 71’ | Marcatori |  |

#### Secondo turno eliminatorio
| Arbitro: | Rosario Abisso (Palermo) |

|                  |           |            |
| Avenatti 22’ 26’ | Marcatori | 89’ Pagano |

### Coppa Italia Lega Pro

#### Fase a eliminazione diretta

##### Primo turno
| Arbitro: | Ranaldi (Tivoli) |

|              |           |                                       |
| Morosini 14’ | Marcatori | 16’ (rig.) De Angelis 38’ 73’ Sassano |

## Statistiche
Statistiche aggiornate al 9 maggio 2015.

### Statistiche di squadra
| Competizione          | Punti | In casa | In casa | In casa | In casa | In casa | In casa | In trasferta | In trasferta | In trasferta | In trasferta | In trasferta | In trasferta | Totale | Totale | Totale | Totale | Totale | Totale | D.R |
| Competizione          | Punti | G       | V       | N       | P       | Gf      | Gs      | G            | V            | N            | P            | Gf           | Gs           | G      | V      | N      | P      | Gf     | Gs     | D.R |
| --------------------- | ----- | ------- | ------- | ------- | ------- | ------- | ------- | ------------ | ------------ | ------------ | ------------ | ------------ | ------------ | ------ | ------ | ------ | ------ | ------ | ------ | --- |
| Lega Pro - Girone C   | 53    | 19      | 11      | 4       | 4       | 27      | 13      | 19           | 3            | 7            | 9            | 21           | 31           | 38     | 14     | 11     | 13     | 48     | 44     | -23 |
| Coppa Italia          | -     | 1       | 1       | 0       | 0       | 2       | 0       | 1            | 0            | 0            | 1            | 1            | 2            | 2      | 1      | 0      | 1      | 3      | 2      | -1  |
| Coppa Italia Lega Pro | -     | 1       | -       | -       | 1       | 1       | 3       | -            | -            | -            | -            | -            | -            | 1      | -      | -      | 1      | 1      | 3      | -3  |
| Totale                | 53    | 21      | 12      | 4       | 5       | 30      | 16      | 20           | 3            | 7            | 10           | 22           | 33           | 41     | 15     | 11     | 15     | 52     | 49     | -27 |

### Andamento in campionato
| Giornata  | 1 | 2 | 3 | 4 | 5 | 6 | 7 | 8 | 9 | 10 | 11 | 12 | 13 | 14 | 15 | 16 | 17 | 18 | 19 | 20 | 21 | 22 | 23 | 24 | 25 | 26 | 27 | 28 | 29 | 30 | 31 | 32 | 33 | 34 | 35 | 36 | 37 | 38 |
| --------- | - | - | - | - | - | - | - | - | - | -- | -- | -- | -- | -- | -- | -- | -- | -- | -- | -- | -- | -- | -- | -- | -- | -- | -- | -- | -- | -- | -- | -- | -- | -- | -- | -- | -- | -- |
| Luogo     | C | T | C | T | C | T | C | T | C | T  | C  | T  | T  | C  | T  | C  | T  | C  | T  | T  | C  | T  | C  | T  | C  | T  | C  | T  | C  | T  | C  | C  | T  | C  | T  | C  | T  | C  |
| Risultato | V | N | V | V | P | N | V | P | V | N  | N  | P  | N  | V  | N  | P  | P  | V  | V  | P  | P  | P  | V  | V  | V  | P  | N  | N  | V  | P  | P  | V  | N  | N  | P  | N  | P  | V  |
| Posizione | 1 | 1 | 1 | 1 | 4 | 4 | 4 | 8 | 4 | 7  | 6  | 6  | 9  | 6  | 7  | 8  | 8  | 8  | 8  | 8  | 8  | 9  | 8  | 8  | 8  | 8  | 8  | 8  | 8  | 8  | 8  | 8  | 8  | 8  | 8  | 8  | 8  | 8  |

Fonte:  Italian Lega Pro 1 Divisione C, su corrieredellosport.it, Corriere dello Sport. URL consultato il 26 agosto 2014 (archiviato dall'url originale il 30 settembre 2014).
Legenda:

Luogo: C = Casa; T = Trasferta. Risultato: V = Vittoria; N = Pareggio; P = Sconfitta.

### Statistiche dei giocatori
In corsivo i giocatori trasferiti altrove durante il mercato invernale.
| Giocatore      | Lega Pro - Girone C | Lega Pro - Girone C | Lega Pro - Girone C | Lega Pro - Girone C | Coppa Italia | Coppa Italia | Coppa Italia | Coppa Italia | Coppa Italia Lega Pro | Coppa Italia Lega Pro | Coppa Italia Lega Pro | Coppa Italia Lega Pro | Totale   | Totale | Totale      | Totale     |
| Giocatore      | Presenze            | Reti                | Ammonizioni         | Espulsioni          | Presenze     | Reti         | Ammonizioni  | Espulsioni   | Presenze              | Reti                  | Ammonizioni           | Espulsioni            | Presenze | Reti   | Ammonizioni | Espulsioni |
| -------------- | ------------------- | ------------------- | ------------------- | ------------------- | ------------ | ------------ | ------------ | ------------ | --------------------- | --------------------- | --------------------- | --------------------- | -------- | ------ | ----------- | ---------- |
| D. Barraco     | 18                  | 3                   | 4                   | 0                   | 1            | 0            | 0            | 0            | -                     | -                     | -                     | -                     | 19       | 3      | 4           | 0          |
| S. Benincasa   | 1                   | 0                   | 0                   | 0                   | -            | -            | -            | -            | 1                     | 0                     | 0                     | 0                     | 2        | 0      | 0           | 0          |
| V. Bernardo    | 9                   | 3                   | 1                   | 0                   | -            | -            | -            | -            | -                     | -                     | -                     | -                     | 9        | 3      | 1           | 0          |
| G. Bindi       | 27                  | -30                 | 2                   | 0                   | 1            | -2           | 0            | 0            | -                     | -                     | -                     | -                     | 28       | -32    | 2           | 0          |
| E. Calvarese   | 11                  | 0                   | 3                   | 0                   | -            | -            | -            | -            | -                     | -                     | -                     | -                     | 11       | 0      | 3           | 0          |
| L. Cannizzaro  | -                   | -                   | -                   | -                   | -            | -            | -            | -            | -                     | -                     | -                     | -                     | -        | -      | -           | -          |
| G. Caputa      | 6                   | 0                   | 0                   | 0                   | -            | -            | -            | -            | -                     | -                     | -                     | -                     | 6        | 0      | 0           | 0          |
| A. Cinquegrana | -                   | -                   | -                   | -                   | -            | -            | -            | -            | 1                     | 0                     | 0                     | 0                     | 1        | 0      | 0           | 0          |
| R. D'Orsi      | 3                   | 0                   | 0                   | 0                   | -            | -            | -            | -            | -                     | -                     | -                     | -                     | 3        | 0      | 0           | 0          |
| M. Daffara     | 33                  | 0                   | 8                   | 0                   | 2            | 0            | 0            | 0            | -                     | -                     | -                     | -                     | 35       | 0      | 8           | 0          |
| G. Di Chiara   | 17                  | 0                   | 2                   | 1                   | 2            | 0            | 0            | 0            | 1                     | 0                     | 0                     | 0                     | 20       | 0      | 2           | 1          |
| S. Ferraro     | 18                  | 0                   | 4                   | 0                   | 1            | 0            | 0            | 0            | -                     | -                     | -                     | -                     | 19       | 0      | 4           | 0          |
| M. Fofana      | 12                  | 1                   | 2                   | 0                   | 1            | 0            | 0            | 0            | -                     | -                     | -                     | -                     | 13       | 1      | 2           | 0          |
| S. Ghosheh     | 14                  | 1                   | 2                   | 0                   | -            | -            | -            | -            | -                     | -                     | -                     | -                     | 14       | 1      | 2           | 0          |
| G. Giampà      | 17                  | 1                   | 1                   | 0                   | -            | -            | -            | -            | -                     | -                     | -                     | -                     | 17       | 1      | 1           | 0          |
| M. Giandonato  | 12                  | 2                   | 4                   | 0                   | -            | -            | -            | -            | -                     | -                     | -                     | -                     | 12       | 2      | 4           | 0          |
| C. Ilari       | 23                  | 2                   | 4                   | 0                   | 2            | 0            | 0            | 0            | 1                     | 0                     | 0                     | 0                     | 26       | 2      | 4           | 0          |
| D. Kamara      | 12                  | 4                   | 2                   | 0                   | 1            | 0            | 0            | 0            | -                     | -                     | -                     | -                     | 13       | 4      | 2           | 0          |
| S. Maiorano    | 20                  | 1                   | 5                   | 1                   | 2            | 0            | 0            | 0            | -                     | -                     | -                     | -                     | 22       | 1      | 5           | 1          |
| L. Mancuso     | 16                  | 3                   | 0                   | 0                   | -            | -            | -            | -            | -                     | -                     | -                     | -                     | 16       | 3      | 0           | 0          |
| R. Martignago  | 13                  | 1                   | 1                   | 0                   | 2            | 1            | 0            | 0            | 1                     | 0                     | 0                     | 1                     | 16       | 2      | 1           | 1          |
| M Migani       | 3                   | -5                  | -                   | -                   | -            | -            | -            | -            | -                     | -                     | -                     | -                     | 3        | -5     | -           | -          |
| T. Morosini    | 7                   | 0                   | 1                   | 0                   | -            | -            | -            | -            | 1                     | 1                     | 1                     | 0                     | 8        | 1      | 2           | 0          |
| D. Mounard     | 16                  | 0                   | 3                   | 0                   | -            | -            | -            | -            | -                     | -                     | -                     | -                     | 16       | 0      | 3           | 0          |
| A. Orchi       | 9                   | 2                   | 2                   | 0                   | -            | -            | -            | -            | 1                     | 0                     | 0                     | 0                     | 10       | 2      | 2           | 0          |
| G. Pacciardi   | 9                   | 1                   | 3                   | 0                   | 2            | 0            | 0            | 0            | 1                     | 0                     | 0                     | 1                     | 12       | 1      | 3           | 1          |
| B. Pagano      | 15                  | 3                   | 3                   | 0                   | 2            | 1            | 0            | 0            | -                     | -                     | -                     | -                     | 17       | 4      | 3           | 0          |
| F. Petrone     | -                   | -                   | -                   | -                   | -            | -            | -            | -            | 1                     | 0                     | 0                     | 0                     | 1        | 0      | 0           | 0          |
| A. Razzitti    | 14                  | 7                   | 2                   | 0                   | -            | -            | -            | -            | -                     | -                     | -                     | -                     | 14       | 7      | 2           | 0          |
| L. Ricci       | 10                  | 0                   | 0                   | 0                   | 1            | 0            | 0            | 0            | 1                     | 0                     | 0                     | 0                     | 12       | 0      | 0           | 0          |
| M. Rigione     | 34                  | 2                   | 5                   | 0                   | 2            | 0            | 0            | 0            | -                     | -                     | -                     | -                     | 36       | 2      | 5           | 0          |
| A. Russotto    | 30                  | 6                   | 9                   | 1                   | 2            | 0            | 0            | 0            | -                     | -                     | -                     | -                     | 32       | 6      | 9           | 1          |
| B. Sarr        | 8                   | 0                   | 4                   | 0                   | -            | -            | -            | -            | -                     | -                     | -                     | -                     | 8        | 0      | 4           | 0          |
| T. Scuffia     | 7                   | -9                  | 2                   | 1                   | 1            | 0            | 0            | 0            | 1                     | -3                    | 0                     | 0                     | 9        | -12    | 2           | 1          |
| D. Silva Reis  | 11                  | 1                   | 0                   | 0                   | 2            | 1            | 0            | 0            | -                     | -                     | -                     | -                     | 13       | 2      | 0           | 0          |
| T. Squillace   | 24                  | 0                   | 3                   | 0                   | -            | -            | -            | -            | -                     | -                     | -                     | -                     | 24       | 0      | 3           | 0          |
| A. J. Vacca    | 19                  | 0                   | 2                   | 1                   | 2            | 0            | 0            | 0            | -                     | -                     | -                     | -                     | 21       | 0      | 2           | 1          |
| D. Vitale      | -                   | -                   | -                   | -                   | -            | -            | -            | -            | 1                     | 0                     | 0                     | 0                     | 1        | 0      | 0           | 0          |
| D. J. Yeboah   | 5                   | 0                   | 2                   | 0                   | -            | -            | -            | -            | 1                     | 0                     | 0                     | 0                     | 6        | 0      | 2           | 0          |
| G. Zappacosta  | 13                  | 0                   | 2                   | 0                   | -            | -            | -            | -            | -                     | -                     | -                     | -                     | 13       | 0      | 2           | 0          |

## Giovanili

### Organigramma
Dal sito ufficiale della società
Berretti
- Allenatore: Gianluca Procopio
- Preparatore atletico: Giuseppe Talotta
- Preparatore dei portieri: Francesco Parrotta

Allievi Nazionali
- Allenatore: Gianluca Teti
- Preparatore atletico: Patrizio Ruocco
- Preparatore dei portieri: Antonino Aiello

Giovanissimi Nazionali
- Allenatore: Giulio Spader
- Preparatore atletico: Giuseppe Sestito
- Preparatore dei portieri: Amedeo Amelio

Giovanissimi Regionali
- Allenatore: Fabio Putrone
- Preparatore atletico: Andrea Cutrupi

Area tecnica
- Responsabile del settore giovanile: Carmelo Moro
- Responsabile dell'attività motoria del Settore Giovanile: Giuseppe Sestito.
- Responsabile della preparazione dei portieri del Settore Giovanile : Antonino Aiello
- Responsabile sanitario: Massimo Iera
- Fisioterapista: Cesare Romagnino
- Responsabile dell'attività organizzativa e logistica: Nicola Canino
- Responsabile di Segreteria: Rosario Procopio
- Dirigente Accompagnatore: Maurizio Avellone
- Magazziniere: Salvatore Costa
- Ufficio stampa: Antonio Capria e Vittorio Ranieri